# Johann Heinrich von Wrochem
Johann Heinrich von Wrochem (geb. 12. Januar 1735 in Czerwentzütz, Herzogtum Ratibor; gest. 2. Dezember 1807 in Dollendzin, Herzogtum Ratibor) war ein preußischer Marschkommissar und Landrat.

## Herkunft und Leben
Johann Heinrich von Wrochem war Angehöriger des oberschlesischen Adelsgeschlechts Wrochem. Er war der Sohn von Carl Joachim von Wrochem (1676–1745), Erbherr auf Czerwentzütz, und dessen Ehefrau Charlotte Henriette Elisabeth (1699–1740), geborene von Larisch.
Johann Heinrich besuchte zunächst das Oelser Gymnasium, bevor er sich 1753 an der Universität Halle immatrikulierte. Nach dem Ende seines Studiums wandte er sich auf seinen Gütern Czerwentzütz, Pawlowitz und Dollendzin der Landwirtschaft zu. Seit dem Jahr 1758 amtierte er als Kreisdeputierter im Kreis Cosel. 1759 erhielt er die Ernennung zum Marschkommissar. Im Februar 1763 wurde er zum Nachfolger von Carl Erdmann von Lichnowsky und Woschtitz als Landrat des Kreises Ratibor ernannt. Das Amt als Landrat übte er bis Mai 1798 aus, Nachfolger wurde noch im gleichen Monat sein Sohn Gustav Gottlob von Wrochem.

## Persönliches
Johann Heinrich von Wrochem war seit dem 9. Oktober 1758 mit Beate Helene (1735–1800), geborene von Marklowsky, verheiratet. Aus dieser Ehe gingen folgende Söhne hervor:
- Adam Johann Gottlob (1765–1840)
- Karl Anton Lebrecht (1766–1825)
- Ludwig Franz Ernst (1768–1849)
- Gustav Gottlob (1768–1816)
- Friedrich Wilhelm Leopold (1770–1837)